# 하우 투 딜
《하우 투 딜》(영어: How to Deal)은 미국에서 제작된 클레어 킬너 감독의 2003년 로맨틱 코미디 드라마 영화이다. 맨디 무어, 앨리슨 재니, 트렌트 포드 등이 출연하였고, 에리카 허긴스 등이 제작에 참여하였다.

## 출연
- 맨디 무어
- 앨리슨 재니
- 트렌트 포드
- 알렉산드라 홀든
- 딜런 베이커
- 니나 포시
- 피터 갤러거
- 매켄지 애스틴
- 코니 레이
- 메리 캐서린 개리슨
- 소냐 스미츠
- 존 화이트
- 샬럿 설리번
- 에니스 에즈머

## 기타 제작진
- 공동 제작: 매슈 하트, 스테퍼니 스트리걸
- 배역: 에이비 코프먼
- 미술: 댄 데이비스
- 의상: 알렉산드라 웰커